# Amerikaanse presidentsverkiezingen 1820

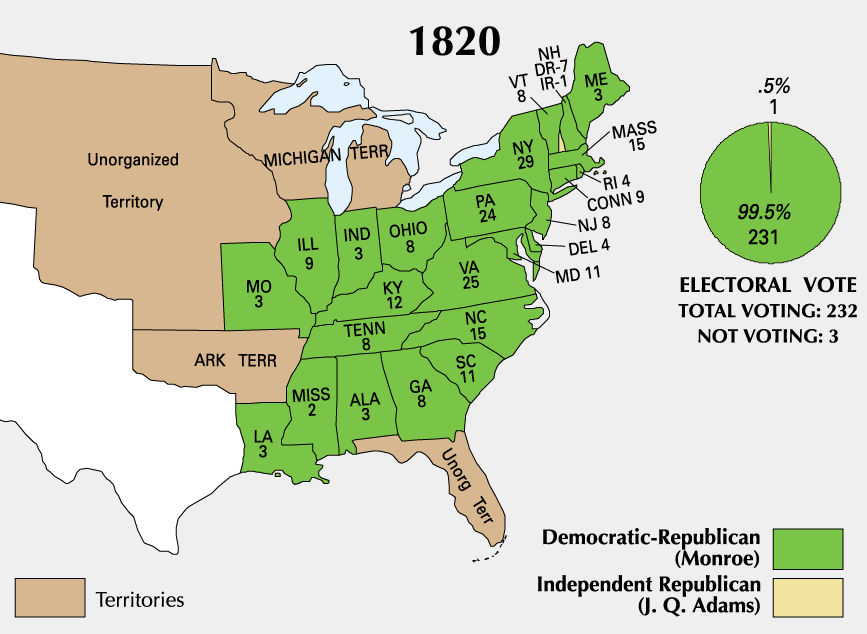
Verdeling van de kiesmannen bij de verkiezingen van 1820.

Bij de Amerikaanse presidentsverkiezingen van 1820 werd de Democratisch-Republikeinse kandidaat en zittend president James Monroe vrijwel zonder oppositie herkozen voor een tweede termijn.

## Campagne
Met de teloorgang van de Federalist Party na de Oorlog van 1812 en de afwezigheid van internationale spanningen was in de Verenigde Staten tijdens Monroes eerste termijn een relatieve bloeiperiode ontstaan die bekendstaat als de Era of Good Feelings. De Verenigde Staten hadden hun territorium uitgebreid en vijf nieuwe staten waren tot de unie toegetreden. Het Missouri-compromis had de binnenlandse spanningen tussen Noord en Zuid ook verminderd. Er was dan ook geen echte oppositie tegen Monroe en er werd feitelijk geen campagne gevoerd.

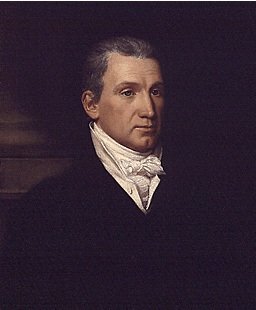
James Monroe

## Uitslag
Alle kiesmannen in het kiescollege werden door Monroe gewonnen. Eén kiesman die de staat New Hampshire vertegenwoordigde koos bij de uiteindelijke stemming echter voor John Quincy Adams, Monroes minister van Buitenlandse Zaken. Er wordt gezegd dat hij dit deed om daarmee George Washington de enige president te laten blijven die unaniem door het kiescollege werd gekozen.
| Kandidaat                 | Partij                            | Kiesmannen | Percentage | Running mate        |
| ------------------------- | --------------------------------- | ---------- | ---------- | ------------------- |
| James Monroe              | Democratisch-Republikeinse Partij | 231        | 98,3%      | Daniel D. Tompkins* |
| John Quincy Adams         | Democratisch-Republikeinse Partij | 1          | 0,4%       |                     |
| Niet-stemmende kiesmannen |                                   | 3          | 1,3%       |                     |
| TOTAAL                    |                                   | 235        | 100%       |                     |

Voetnoot: In de strijd om het vicepresidentschap kreeg Tompkins "slechts" 218 kiesmannen achter zich. De resterende kiesmannen kozen voor Richard Stockton (8), Daniel Rodney (4), Robert Harper (1) en Richard Rush (1)
| Naam            | James Monroe                                                                |
| Partij          | Democratisch-Republikeinse Partij                                           |
| Thuisstaat      | Virginia                                                                    |
| Running mate    | Daniel D. Tompkins*, Richard Stockton, Daniel Rodney, Robert Goodloe Harper |
| Kiesmannen      | 228 / 231                                                                   |
| Gewonnen staten | 23                                                                          |
| Aantal stemmen  | 87,343                                                                      |
| Percentage      | 80.6%                                                                       |